# エスコート (エアソフトガン)
株式会社エスコートは、愛媛県新居浜市にあったエアソフトガンメーカーである。

## 概要
エアソフトガンの製造、販売を中心に行っていた。また、他のメーカーとコラボレーション企画を行うことも多かった。他にもセキュリティツールの販売、エアソフトガン用ターゲット、手榴弾タイプのエアソフトガンも取り扱っていた。また、愛媛県西条市に自社のゲームフィールド「VANGUARD」を持っている事でも知られていた。
2024年11月に代表者の健康上の理由で事業を停止。2025年3月19日に松山地方裁判所から破産手続開始決定を受けた。負債総額は約5000万円。

## エアソフトガン
ASCSメカと称されるガスブローバックエンジンを搭載したエアソフトガンを主に製造、販売している。
現在発売しているMP5をはじめ、過去の製品においてはINOKATSUやVFCといった大規模な海外メーカーとのコラボレーション企画であるM60シリーズやHK416等が存在した(一部受注生産)。試作のみだったが、ガリルも制作された。かつて電動ガンを発売していた事で知られるTOP JAPANといくつかのコラボレーション企画を行う予定があった。M60に関してはINOKATSUの外装を用いる事で実現したが、他のモデルに関しては現在は半ば凍結状態となっているようである。
現在は次期新製品の企画として、第二次世界大戦で使用された代表的なSMGをガスブローバックモデルとして販売する事が予定されている。
第一弾はステンガン、第二弾はMP40を企画している。リアルな作動感が体感でき、さらに分解やメンテナンスも実銃同様に行える。また、ASCSメカを搭載したエアソフトガンとしては珍しくオープンボルトからの作動となる。

### セミオートガスブローバックライフルシリーズ
2005年から2006年にかけて、エスコートはドラグノフ狙撃銃のガスブローバックモデルを販売していた。
それからしばらく開発が見送られていたが、2009年にドラグノフに続き第二弾のSR25を発売、さらにドラグノフ狙撃銃もリニューアルされて再登場することが決定した。
ちなみに、いずれも持ち込み加工である。(既製のエアソフトガンを改造してガスブローバック化する。)

### エアソフトガン用カスタムパーツ
自社製エアソフトガンの他にもサンプロジェクト及びショウエイ製エアソフトガンのカスタムパーツも販売している。

## 特殊なエアソフトガン
クレイモア地雷やM26A1など、手榴弾のエアソフトガンを作る事でも知られている。 
これらの商品は、手榴弾タイプのエアソフトガンがそれまであまり存在していなかった事もあって一定の評価を得ている。

## ターゲット
通常、ターゲット(標的)は、BB弾がヒットすると飛ぶか、あるいは倒れるだけである。
これに対し、エスコートは独自のターゲットを開発した。「ガンバルマン」はBB弾がヒットするとリアクションをとるという独特のターゲットとなっている。
また、ターゲットを倒した後にボタンを押す事で、ガス圧により自動的に起き上がるターゲット「ジオラマターゲット」も発売した。